# Ісинбаєва Олена Гаджиївна
Олена Гаджиївна Ісинбаєва (рос. Елена Гаджиевна Исинбаева, нар. 3 червня 1982, Волгоград) — російська легкоатлетка, олімпійська чемпіонка. — російська стрибунка з жердиною. Дворазова олімпійська чемпіонка (2004, 2008), триразова чемпіонка світу на відкритому повітрі та чотириразова чемпіонка світу у приміщенні, чинна світова рекордсменка у цьому виді спорту і вважається найкращою стрибункою з жердиною всіх часів. Ісінбаєву відсторонили від участі в Олімпійських іграх 2016 року в Ріо після викриття великої державної програми допінгу в Росії, що зруйнувало її надії на золоту олімпійську медаль, яку вона сподівалася отримати на завершення кар'єри. Вона пішла з легкої атлетики в серпні 2016 року після того, як була обрана на 8-річний термін до Комісії спортсменів МОК.
Ісінбаєва дев'ять разів ставала переможницею великих змагань (Олімпійські ігри, чемпіонка світу на відкритому повітрі та в приміщенні, чемпіонка Європи на відкритому повітрі та в приміщенні). Вона також ставала переможницею серії «Золота ліга» IAAF у 2007 та 2009 роках. Після невдалих виступів на чемпіонатах світу 2009 та 2010 років вона взяла річну перерву у спорті.
У 2005 році вона стала першою жінкою, яка подолала п'ятиметрову висоту. Її чинний світовий рекорд становить 5,06 м на відкритому повітрі, встановлений у Цюриху в серпні 2009 року. Він залишається чинним станом на 2024 рік. Її світовий рекорд у приміщенні — 5,01 м — протримався трохи більше ніж рік. Останній світовий рекорд Ісінбаєвої у стрибках із жердиною став двадцять восьмим.
Ісінбаєва була названа спортсменкою року за версією IAAF у 2004, 2005 та 2008 роках, а також спортсменкою року за версією Laureus у 2007 та 2009 роках. У 2007 році вона увійшла до «Зали слави» FICTS та була нагороджена орденом «Excellence Guirlande D'Honneur». У 2009 році вона була нагороджена спортивною премією Принца Астурійського. Ісінбаєва — одна з одинадцяти спортсменів (разом із Валері Адамс, Усейном Болтом, Веронікою Кемпбелл-Браун, Армандом Дюплантісом, Жаком Фрайтагом, Кірані Джеймс, Фейт Кіп'єгон, Яною Піттман, Дані Семюелсом та Девідом Шторлом), які завоювали титули чемпіонки світу на юніорському, юніорському та дорослому рівнях спортивних змагань.
Майор Збройних сил Російської Федерації.
Мешкає на іспанському острові Тенерифе (Канарські острови), де володіє нерухомістю.

## Біографія
Олена Гаджіївна Ісінбаєва народилася 3 червня 1982 року у Волгограді. Її батько — Гаджі Гафанович Ісінбаєв — табасаранець, уродженець села Чувек Хівського району Дагестану, працює слюсарем-сантехніком. Мати — Наталія Петрівна Ісінбаєва — росіянка, працювала в котельні, пізніше — домогосподарка; померла у 2017 році. Сестра Інесса одружена з артистом цирку Михайлом Голєвим.
1989 року Олена вступила до інженерно-технічного ліцею і 1997 року закінчила його. У 1998 році вступила до училища Олімпійського резерву, закінчила його у 2000 році. У 2002 році вступила до Волгоградської державної академії фізичної культури, у 2005 році після закінчення якої отримала диплом викладача фізичної культури. У 2009 році навчалася на мистецтвознавчому факультеті Московського державного університету. У жовтні 2010 року у Волгоградській державній академії фізичної культури захистила кандидатську дисертацію на тему «Концептуальна модель еволюції сучасних Олімпійських ігор», ставши кандидатом педагогічних наук.
Довгий час Ісінбаєва проживала в Монте-Карло, Монако. У березні 2011 року Ісінбаєва прийняла рішення повернутися до Волгограда, щоб, за її словами, більше часу проводити в колі сім'ї та друзів. Проте вже у 2013 році Ісінбаєва, скаржачись на відсутність умов для розвитку спорту та соціальну неблагополучність регіону, заявила про намір переїхати назад до Монако.
Сповідує православ'я. Є членом правління благодійного фонду «Воскресіння», що здійснює збір коштів на будівництво головного храму Збройних сил Російської Федерації.
2 грудня 2010 року вона виступила з промовою перед делегатами ФІФА в Цюриху. Пізніше з цієї нагоди було оголошено, що Росія прийматиме Чемпіонат світу з футболу 2018 року.
Інструктор з легкої атлетики Центрального спортивного клубу Армії.
У російських клубних змаганнях вона представляє військову команду залізничників; формально вона є офіцером російської армії, а 4 серпня 2005 року їй було присвоєно військове звання старшого лейтенанта а в серпні 2008 року вона була підвищена до звання капітана. У 2015 році їй було присвоєно звання майора та вона підписала п'ятирічний контракт зі Збройними силами Росії.
28 серпня 2016 року заявила про намір залишитися в Росії.
З 1 жовтня 2016 року стала членом журі шоу «Льодовиковий період» на Першому каналі.
Під час президентських виборів 2018 року увійшла до складу руху Putin Team, який виступав на підтримку Володимира Путіна.
У липні 2023 року Фонд боротьби з корупцією повідомив, що Ісінбаєва отримала іспанське громадянство та володіє кількома об'єктами нерухомості в Іспанії.

## Спортивна кар'єра
Під час змагань спортсменка дотримується певної тактики: перша висота у неї — розминочна, друга — переможна та третя — рекордна. На прохання Олени фірма-виробник жердин «Спіріт» робить на них різнокольорову обмотку. Для початкової висоти Ісінбаєва обрала рожевий колір, для переможної — блакитний і для рекордної — золотистий.

### 1998—2003: початок кар'єри та перший світовий рекорд

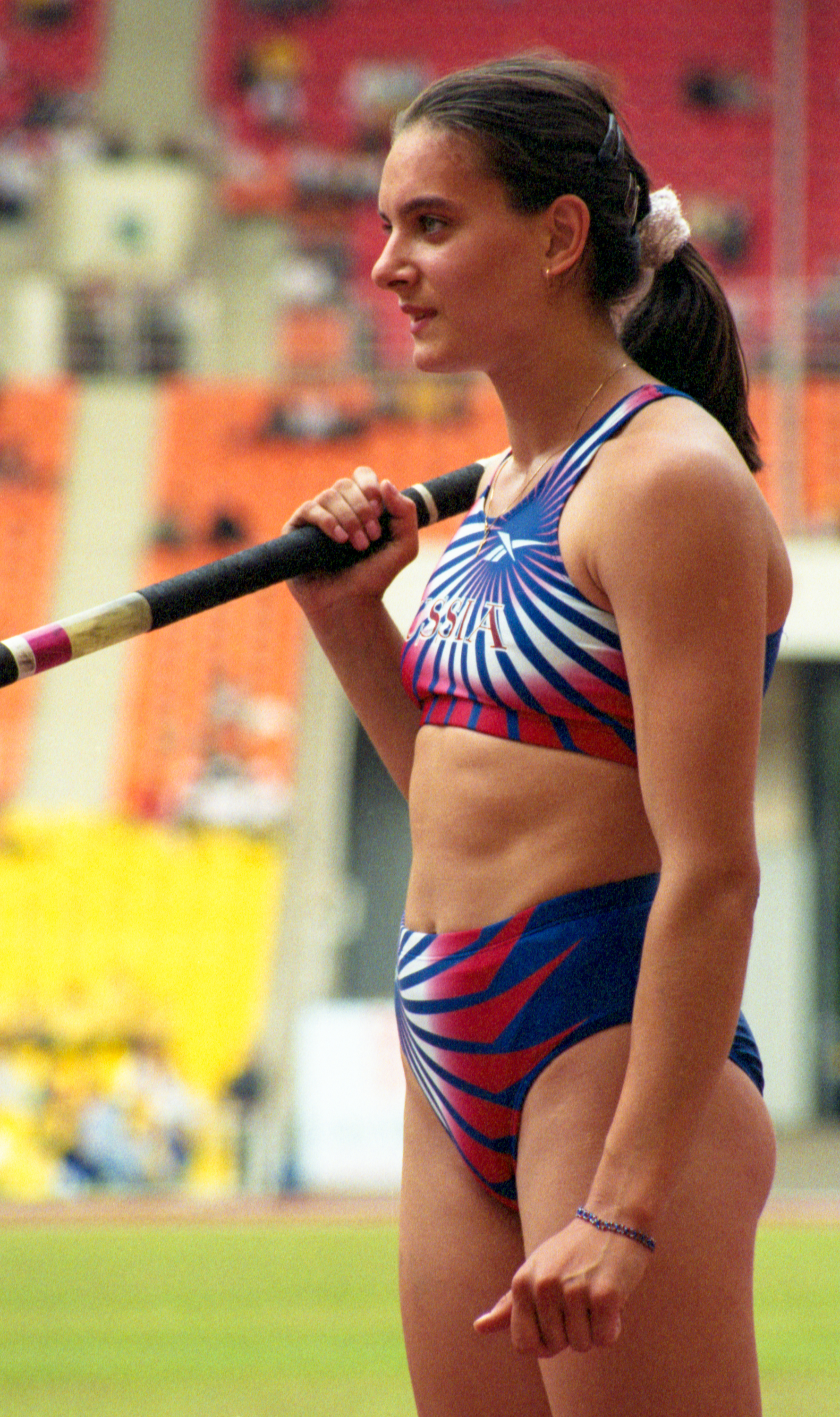
На Всесвітніх юнацьких іграх, Москва, липень 1998 року, автор фото: Лев Медведєв

Коли Олені було 5 років, а її молодшій сестрі Інні 4 роки, батьки віддали їх у спортшколу, де вони займалися спортивною гімнастикою. Її тренер Олександр Лісовий, побачивши по телебаченню виступ стрибучі з жердиною, показав підопічною тренеру легкоатлетів Євгену Трофімову.
На самому початку у тренера Олександра Лісового були сумніви щодо майбутнього Олени Ісінбаєвої у спортивній гімнастиці у зв'язку з високим зростом, але природні дані переконали його прийняти її в дитячу секцію. У цей час Ісінбаєву було відраховано з училища олімпійського резерву, тому що її вважали неперспективною спортсменкою. Олександр Лісовий вирішив, що у неї є майбутнє у стрибках із жердиною у зв'язку з хорошою гімнастичною підготовкою. Пізніше Олена Ісінбаєва подарує своєму першому тренеру квартиру, сказавши, що він зробив для неї набагато більше, ніж вона для нього. Олена Ісінбаєва заявляла, що саме перший тренер дав їй дорогу в життя і правильно спрямував її.
Через пів року, 1998 року, Олена Ісінбаєва виграла Всесвітні юнацькі ігри в Москві, показавши результат 4,00 м. Наступного року вона виграла чемпіонат світу серед юнаків зі світовим рекордом серед дівчат — 4,10 м. Цього ж року посіла 5-те місце на чемпіонаті Європи серед юніорів.
2000 року 18-річна росіянка знову стала чемпіонкою світу серед юніорів із рекордом світу серед юніорів — 4,20 м. На Олімпіаді в Сіднеї, де жінки вперше в історії розіграли олімпійські нагороди у стрибках із жердиною, Олена у кваліфікації не змогла зробити жодної залікової спроби та не пробилася до фіналу (для кваліфікації у фінал необхідно було стрибати на 4,30 м). Чемпіонкою в Сіднеї стала рекордсменка світу Стейсі Драгіла з результатом 4,60 м (всього на 3 см нижче за світовий рекорд). Срібло виборола колишня росіянка Тетяна Григор'єва, яка представляла Австралію (4,55 м).
2001 року з результатом 4,40 м Ісінбаєва знову стала першою, цього разу на чемпіонаті Європи серед юніорів. У тому ж році Олена взяла участь у Міжнародному фестивалі у Берліні (ISTAF). Там спортсменці підкорилася висота 4,46 м — новий світовий рекорд серед юніорів, перевершити який лише у 2005 році змогла німецька спортсменка Зільке Шпігельбург, покращивши досягнення Ісінбаєвої на 2 сантиметри. На чемпіонаті Європи 2002 року в Мюнхені Олена була другою з результатом 4,55 м, поступившись іншій росіянці Світлані Феофановій.
У 2003 році на чемпіонаті Європи у приміщенні серед спортсменів віком до 23 років вона виграла золоту медаль із результатом 4,65 м. 13 липня 2003 року на Grand Prix Британії в Гейтсхеді Олена встановила новий світовий рекорд — 4,82 метра. На чемпіонаті світу з легкої атлетики 2003 року в Парижі вона вважалася фавориткою, але стала лише бронзовою призеркою, поступившись Світлані Феофановій та німкені Аніці Бекер.

### 2004—2009: два золоті Олімпіади та нові світові рекорди

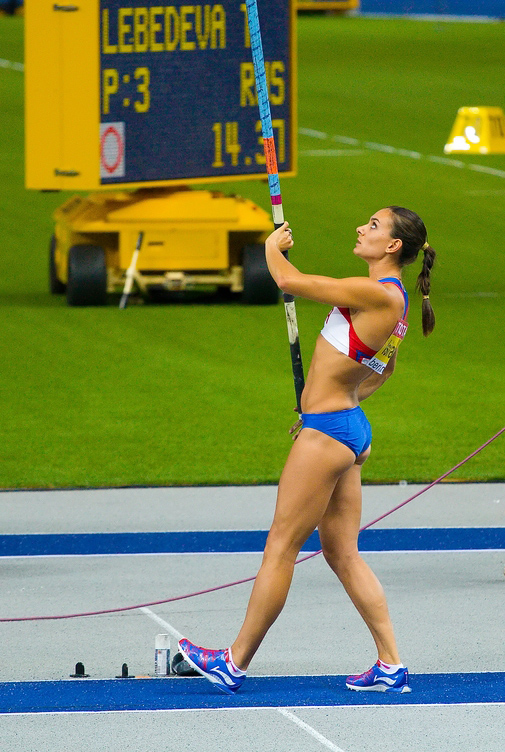
У змаганнях на чемпіонаті світу в Берліні

27 червня Ісінбаєва покращила світовий рекорд до 4,87 м. Наступного тижня Світлана Феофанова відповіла, встановивши рекорд на сантиметр більше в Іракліоні, Греція. 25 липня у Бірмінгемі, Англія, Ісінбаєва знову завоювала світовий рекорд, стрибнувши на 4,89 м, і за п'ять днів у Крістал-Пеласі, додала ще один сантиметр до рекорду.
На літніх Олімпійських іграх 2004 року в Афінах Олена Ісінбаєва виграла золоту медаль із новим світовим рекордом 4,91 м. Пізніше того ж року вона знову побила рекорд на Меморіалі Ван Дамме у Брюсселі, стрибнувши на 4,92 м, що стало її восьмим світовим рекордом сезону. Ісінбаєва була названа Атлетом року за перемогу на Олімпійських іграх та чемпіонаті світу в приміщенні та за вісім встановлених світових рекордів у жіночих стрибках із жердиною.
30 липня 2008 року на черговому етапі серії Супер Гран-прі в Монако Ісінбаєва встановила черговий світовий рекорд — 5,04 метра, перевищивши на один сантиметр колишній. З приводу свого досягнення спортсменка сказала:
«Я живу у Монако. Це були мої перші змагання на рідному стадіоні, що не могло не мотивувати мене»
18 серпня 2008 року на Олімпійських іграх у Пекіні вона здобула золоту медаль, встановивши послідовно спочатку олімпійський (4,95 метра) і потім світовий (5,05 метра) рекорди.
23 листопада в Монако вона втретє у своїй кар'єрі була визнана Міжнародною асоціацією легкоатлетичних федерацій (IAAF) найкращою спортсменкою року, поряд з ямайським спринтером Усейном Болтом.
Олена Ісінбаєва розпочала сезон 2009 року, ставши першою жінкою, яка перестрибнула 5 метрів у приміщенні. 15 лютого 2009 року на XX міжнародному турнірі «Зірки жердини» у Донецьку вона встановила 2 світові рекорди у закритих приміщеннях, спочатку стрибнувши на 4,97 метра і потім на 5,00 метрів (результат поки не затверджений офіційно). Це був шостий рік поспіль, коли вона встановлювала світовий рекорд у приміщенні на цих змаганнях. Вона отримала премію Laureus World Sports Award у номінації «Спортсменка року» на знак визнання її досягнень — це була також п'ята номінація на цю премію за п'ять років.
На чемпіонаті світу 2009 року у Берліні, Німеччина, Олена Ісінбаєва програла другі змагання в цьому році, не зумівши успішно виконати стрибки. Чемпіонкою світу стала Анна Роґовська, яка також перемогла її на Лондонському Гран-прі з легкої атлетики у травні.
28 серпня 2009 року на п'ятому етапі «Золотої ліги» в Цюриху встановила 27-й світовий рекорд (5,06 метра).
2 вересня їй було вручено спортивну премію Принца Астурійського за 2009 рік.

### 2010—2016: 28-й світовий рекорд
Ісінбаєва сподівалася залишити позаду свій невдалий виступ на чемпіонаті світу, поставивши собі за мету встановити світовий рекорд у приміщенні на чемпіонаті світу 2010 року. Росіянка подолала стартову висоту 4,60 м на чемпіонаті в Досі, але не впоралася з 4,75 м і вдруге поспіль посіла четверте місце, не завоювавши медалі. Після чергового розчарування на великому чемпіонаті вона вирішила взяти перерву у спорті, щоб відновити сили, сказавши: «Перерва у змаганнях для мене абсолютно необхідна. Після більш ніж восьми років дуже важких тренувань і щорічних змагань на найвищому рівні як у приміщенні, так і на відкритому повітрі, мені потрібно зробити крок назад, щоб моє тіло могло належним чином відновитися».
У квітні 2010 року Олена була обрана послом юнацької Олімпіади в Сінгапурі.
Після взятої паузи в пресі з'явилася інформація, що Олена планує повернутися до виступів на початку 2011 року, проте офіційно ця інформація підтвердилася лише 1 грудня 2010 року — на офіційному сайті ВФЛА з'явилися дані, що Олена візьме участь у змаганнях «Російській зимі».
6 лютого 2011 року на турнірі «Російська зима» після річної паузи в кар'єрі, Олена Ісінбаєва вийшла в сектор і, взявши висоту 4,81 м, виграла змагання з найкращим результатом сезону у світі, впевнено перемігши Феофанаву. У березні 2011 року Ісінбаєва залишила свого тренера Віталія Петрова та повернулася до Волгограда до свого колишнього наставника Євгена Трофімова, який тренував її з 15 років і до 2005 року. Протягом літнього сезону 2011 року вона взяла участь лише в кількох змаганнях, а 29 липня виграла етап Діамантової ліги 2011 року в Стокгольмі з найкращим результатом сезону — 4,76 м. Однак на чемпіонаті світу в Тегу вона знову опинилася межами медалей, посівши шосте місце з результатом 4,65 м.
Вона розпочала 2012 рік зі стрибка на 4,70 м на Кубку губернатора у Волгограді. 23 лютого 2012 року на гран-прі Стокгольма встановила новий світовий рекорд у приміщенні — 5,01 м. На Олімпійських іграх 2012 року вона легко кваліфікувалася до фіналу, де посіла третє місце з результатом 4,70 м. Вона вважала бронзову медаль успіхом, але зазначила, що хотіла б завершити кар'єру чинної олімпійської чемпіонки. Під час Олімпійських ігор у Лондоні вона викликала здивування і забаву у Великій Британії, коли, як повідомлялося, сказала російському телебаченню, що мешканці Великої Британії не цікавляться Олімпійськими іграми, і що чимало лондонців не знають, що вони відбуваються у них у місті.
У 2016 році, під час чемпіонату Росії, вона здійснила найкращий стрибок у світі — 4,90. м після відсторонення російських легко атлетів від участі в Олімпійських іграх. Заборона завадила їй взяти участь в Олімпіаді в Ріо, але її було обрано на 8-річний термін до Комісії спортсменів МОК, після чого 19 серпня вона оголосила про завершення спортивної кар'єри.
7 грудня 2016 року Олена Ісінбаєва була призначена головою наглядової ради Російського антидопінгового агентства (РУСАДА), 9 березня 2017 року переобрана на цю посаду. WADA негативно поставилося до цього призначення і зажадало відходу Ісінбаєвої з посади голови наглядової ради. 31 травня цю вимогу було задоволено, Олена Ісінбаєва залишила посаду голови наглядової ради РУСАДА. Вимога WADA ґрунтувалася на тому, що призначення Ісінбаєвої було здійснено за рекомендацією Олімпійського комітету Росії, отже, вона не може вважатися незалежною особою.

## Визнання
У 2013 році Соломонові Острови випустили поштову марку із зображенням Олени Ісінбаєвої номіналом у 35 доларів.
31 травня 2017 року в місті Махачкалі ім'ям олімпійської чемпіонки названо спорткомплекс — стадіон «Труд» імені Олени Ісінбаєвої, де немає сектору для стрибків із жердиною. Спортивний об'єкт ніколи не приймав змагання з легкої атлетики всеросійського рівня, оскільки відповідає лише вимогам проведення змагань регіонального рівня, а також СКФО, ЮФО. 18 липня 2023 року Глава Республіки Дагестан Сергій Меліков доручив меру Махачкали Юсупу Умамову та міністру спорту республіки Сажиду Сажидову перейменувати легкоатлетичний стадіон імені Олени Ісінбаєвої через від'їзд колишньої спортсменки на острів Тенерифе в Іспанії. 18 серпня 2023 року стадіону повернули назву «Труд».

## Бренд
У 2016 році Олена Ісінбаєва вирішила зробити своє ім'я офіційним брендом, для чого подала заявку до Роспатенту про реєстрацію товарного знаку «Ісінбаєва» за 15 класами товарів та послуг, включаючи парфумерію, біжутерію, ювелірні вироби, одяг, взуття, безалкогольні напої та пиво.

## Вислів Ісінбаєвої про ЛГБТ
13 серпня 2013 року на пресконференції Ісінбаєва, відповідаючи на запитання журналіста щодо акції шведських спортсменок на підтримку ЛГБТ- спільноти Росії, висловилася на захист законів про заборону пропаганди гомосексуалізму в Росії серед неповнолітніх. Багатьма іноземними ЗМІ ця думка була розцінена як гомофобна, були звинувачені в мові ненависті та вимоги позбавити спортсменку посади посла Олімпійських ігор. Висловлювання Ісінбаєвої засудили багато іменитих спортсменів. У зв'язку з цим Ісінбаєва через пресслужбу Федерації легкої атлетики була змушена випустити спростування, в якому вона стверджує, що її неправильно зрозуміли через її погане знання англійської мови. Вона заявила, що виступає проти дискримінації за ознакою сексуальної орієнтації, але закликала гостей чемпіонату дотримуватися існуючих законів Росії.

## Санкції
За підтримку загарбницької політики російської влади Олена Ісинбаєва додана до санкційного списку.
26 лютого 2023 року додана до санкційного списку України.

## Особисте життя
28 червня 2014 року Олена Ісінбаєва народила дочку Єву від Микити Петинова (нар. 1990) — метальника списа, члена збірної Росії. 12 грудня 2014 року вийшла за нього заміж.
14 лютого 2018 року Олена народила хлопчика Добриню. Пологи проходили в Монако.
У 2023 році іспанські ЗМІ повідомили, що Ісінбаєва з родиною переїхала до Іспанії на острів Тенерифе на Канарах, де вона володіє пентхаусом і двома віллами. Пізніше Ісінбаєва назвала себе «людиною світу», а офіцерське звання ЗС РФ вона назвала номінальним.

## Виступи на Олімпіадах
| Олімпіада   | Дисципліна         | Місце                 |
| ----------- | ------------------ | --------------------- |
| Сідней 2000 | стрибки з жердиною | участь (кваліфікація) |
| Афіни 2004  | стрибки з жердиною | 1                     |
| Пекін 2008  | стрибки з жердиною | 1                     |
| Лондон 2012 | стрибки з жердиною | 3                     |

## Побиття світового рекорду Ісінбаєвою
Олена Ісінбаєва встановила 17 світових рекордів та 13 світових рекордів у приміщенні. Кілька її світових рекордів у приміщенні також були затверджені як світові рекорди.
| Результат | Місце проведення     | Дата                |
| --------- | -------------------- | ------------------- |
| 4,82 м    | Гейтсхед, Англія     | 14 липня 2003 року  |
| 4,83 м    | Донецьк, Україна     | 15 лютого 2004 року |
| 4,86 м    | Будапешт, Угорщина   | 6 березня 2004 року |
| 4,87 м    | Гейтсхед, Англія     | 27 червня 2004 року |
| 4,89 м    | Бірмінгем, Англія    | 25 липня 2004 року  |
| 4,90 м    | Лондон, Англія       | 30 липня 2004 року  |
| 4,91 м    | Афіни, Греція        | 24 серпня 2004 року |
| 4,92 м    | Брюссель, Бельгія    | 3 вересня 2004 року |
| 4,93 м    | Лозанна, Швейцарія   | 5 липня 2005 року   |
| 4,95 м    | Мадрид, Іспанія      | 16 липня 2005 року  |
| 4,96 м    | Лондон, Англія       | 22 липня 2005 року  |
| 5,00 м    | Лондон, Англія       | 22 липня 2005 року  |
| 5,01 м    | Гельсінкі, Фінляндія | 12 серпня 2005 року |
| 5,03 м    | Рим , Італія         | 11 липня 2008 року  |
| 5,04 м    | Монако               | 29 липня 2008 року  |
| 5,05 м    | Пекін, Китай         | 18 серпня 2008 року |
| 5,06 м    | Цюрих, Швейцарія     | 28 серпня 2009 року |

| Результат | Місце проведення   | Дата                |
| --------- | ------------------ | ------------------- |
| 4,81 м    | Донецьк, Україна   | 15 лютого 2004 року |
| 4,83 м    | Донецьк, Україна   | 15 лютого 2004 року |
| 4,86 м    | Будапешт, Угорщина | 6 березня 2004 року |
| 4,87 м    | Донецьк, Україна   | 12 лютого 2005 року |
| 4,88 м    | Бірмінгем, Англія  | 15 лютого 2005 року |
| 4,89 м    | Льєвін, Франція    | 18 лютого 2005 року |
| 4,90 м    | Донецьк, Україна   | 26 лютого 2005 року |
| 4,91 м    | Мадрид, Іспанія    | 6 березня 2005 року |
| 4,93 м    | Донецьк, Україна   | 12 лютого 2006 року |
| 4,95 м    | Донецьк, Україна   | 10 лютого 2007 року |
| 4,97 м    | Донецьк, Україна   | 16 лютого 2008 року |
| 5,00 м    | Донецьк, Україна   | 15 лютого 2009 року |
| 5,01 м    | Стокгольм, Швеція  | 23 лютого 2012 року |

## Список рекордів
(Записи, виділені жирним шрифтом, є актуальними.)
| Категорія запису                        | Продуктивність | Місце проведення     | Дата                |
| --------------------------------------- | -------------- | -------------------- | ------------------- |
| Світовий рекорд для юнаків              | 4,10 м         | Бидгощ, Польща       | 18 липня 1999 року  |
| Чемпіонат світу з юніорів               | 4,20 м         | Сантьяго, Чилі       | 8 жовтня 2000 року  |
| Чемпіонат Європи серед юніорів          | 4,40 м         | Гроссето, Італія     | 21 липня 2001 року  |
| Світовий юніорський рекорд              | 4,46 м         | Берлін, Німеччина    | 2 серпня 2001 року  |
| Світовий юніорський рекорд              | 4,47 м         | Будапешт, Угорщина   | 10 лютого 2001 року |
| Чемпіонат Європи до 23 років            | 4,65 м         | Бидгощ, Польща       | 19 липня 2003 року  |
| Олімпійський рекорд                     | 4,91 м         | Афіни, Греція        | 24 серпня 2004 року |
| Олімпійський рекорд                     | 5,05 м         | Пекін, Китай         | 18 серпня 2008 року |
| Чемпіонат світу в приміщенні            | 4,86 м         | Будапешт, Угорщина   | 6 березня 2004 року |
| Чемпіонати світу                        | 5,01 м         | Гельсінкі, Фінляндія | 12 серпня 2005 року |
| Чемпіонат Європи в приміщенні           | 4,90 м         | Мадрид, Іспанія      | 6 березня 2005 року |
| Чемпіонат Європи                        | 4,80 м         | Гетеборг, Швеція     | 12 серпня 2006 року |
| Світовий рекорд (у приміщенні)          | 5,01 м         | Стокгольм, Швеція    | 23 лютого 2012 року |
| Світовий рекорд (на відкритому повітрі) | 5,06 м         | Цюрих, Швейцарія     | 28 серпня 2009 року |
| Золота ліга ІААФ                        | 5,06 м         | Цюрих, Швейцарія     | 28 серпня 2009 року |